# Can Ràfols (El Masnou)
|  | No s'ha de confondre amb Can Ràfols (Cervelló). |

Can Ràfols és una casa del Masnou (Maresme).

## Descripció
Casa entre mitgeres de planta rectangular alineada al pla del carrer Sant Francesc d'Assís. Consta de planta baixa i planta pis i té la coberta de teules àrabs i inclinada a dues aigües amb el carener paral·lel a la façana principal, orientada al nord.
La façana es genera a partir d'un disposició simètrica només interrompuda a l'extrem de ponent per la col·locació d'una porta. A la planta baixa hi ha la porta d'accés de llinda recta i finestres laterals amb reixa de ferro i, també de llinda recta. Totes les obertures tenen guardapols recta i motllurada. A la planta pis hi ha quatre finestres semi arquejades amb arcs deprimit còncau però amb la llinda sobre aixecada.
L'acabat del parament de la façana principal és un estucat amb relleu imitant carreus posats a portell.